# 鈴木和歌奈
鈴木 和歌奈（すずき わかな、1987年10月9日 - ）は、日本のタレント。茨城県出身。以前の所属はアイ・ドルフィン。

## 出演
舞台
- 友情～秋桜のバラード～（2004年期）

バラエティ
- 月曜から夜ふかし（2015年6月27日、日本テレビ）

ドラマ
- 月曜ゴールデン SP 八剱貴志（2015年8月31日、TBS）